# Cikoneng (Sukahaji)
Cikoneng is een bestuurslaag in het regentschap Majalengka van de provincie West-Java, Indonesië. Cikoneng telt 2062 inwoners (volkstelling 2010).